# Перепис населення США (1840)
Перепис населення США 1840 року був шостим переписом Сполучених Штатів. Бюро перепису населення провело його 1 червня 1840 року. Цей перепис визначив населення США в розмірі 17 179 453, що на 32,7 відсотка більше, ніж під час перепису 1830 року. Загалом населення включало 2 487 355 рабів. У 1840 р. центр населеності знаходився приблизно у 260 милях (418 км) на захід від Вашингтона, біля міста Вестон, штат Західна Вірджинія.
Це був перший перепис, в якому:
- У штаті зафіксовано населення понад два мільйони (Нью-Йорк).
- У місті зафіксовано населення понад 300 000 (Нью-Йорк).
- У кількох містах зафіксовано населення понад 100 000 (Нью-Йорк, Балтимор та Новий Орлеан).

## Питання що були на переписі[1]
У переписі 1840 року було поставлено такі питання: 
- Прізвище голови сім'ї
- Адреса
- Кількість вільних білих чоловіків і жінок(за віковими групами)
- Кількість рабів та вільних кольорових осіб (у шести вікових групах)
- Кількість глухих і німих, (за расою)
- Кількість сліпих, (за расою)
- Кількість божевільних чи душевнохворих у державних чи приватних закладах(за расою)
- Кількість осіб у кожній родині, що мають роботу (за семи типами занять)
- Кількість шкіл та кількість науковців
- Кількість білих осіб старше 20 років, які не вміли читати та писати
- Кількість пенсіонерів за революційну або військову службу

## Результати перепису
Сукупні дані для невеликих районів разом із сумісними картографічними кордонами можуть бути завантажені з Національної історичної географічної інформаційної системи. Збірник даних шостого перепису, який організують штати, округи та основні міста, розміщений на вебсайті Бюро перепису.
| №  | Штат                                                   | Кількість населення |
| -- | ------------------------------------------------------ | ------------------- |
| 01 | Нью-Йорк                                               | 2 428 921           |
| 02 | Пенсільванія                                           | 1 724 033           |
| 03 | Огайо                                                  | 1 519 467           |
| 04 | Вірджинія                                              | 1 025 227           |
| 05 | Теннессі                                               | 829 210             |
| 06 | Кентуккі                                               | 779 828             |
| 07 | Північна Кароліна                                      | 753 419             |
| 08 | Массачусетс                                            | 737 699             |
| 09 | Джорджія                                               | 691 392             |
| 10 | Індіана                                                | 685 866             |
| 11 | Південна Кароліна                                      | 594 398             |
| 12 | Алабама                                                | 590 756             |
| 13 | Мен                                                    | 501 793             |
| 14 | Іллінойс                                               | 476 183             |
| 15 | Меріленд                                               | 470 019             |
| 16 | Міссурі                                                | 383 702             |
| 17 | Міссісіпі                                              | 375 651             |
| 18 | Нью-Джерсі                                             | 373 306             |
| 19 | Луїзіана                                               | 352 411             |
| 20 | Коннектикут                                            | 309 978             |
| 21 | Вермонт                                                | 291 948             |
| 22 | Нью-Гемпшир                                            | 284 574             |
| X  | Західна Вірджинія (на той час була частиною Вірджинії) | 224 537             |
| 23 | Мічиган                                                | 212 267             |
| 24 | Род-Айленд                                             | 108 830             |
| 25 | Арканзас                                               | 97 574              |
| 26 | Делавер                                                | 78 085              |
| X  | Флорида                                                | 54 477              |
| X  | Айова                                                  | 43 112              |
| X  | Колумбія(федеральний округ)                            | 33 745              |
| X  | Вісконсин                                              | 30 945              |

## Населення 100 найбільших міст[3]
| №   | Місто                               | Штат                        | Кількість населення |
| --- | ----------------------------------- | --------------------------- | ------------------- |
| 01  | Нью-Йорк                            | Нью-Йорк                    | 312 710             |
| 02  | Балтимор                            | Меріленд                    | 102 313             |
| 03  | Новий Орлеан                        | Луїзіана                    | 102 193             |
| 04  | Філадельфія                         | Пенсільванія                | 93 665              |
| 05  | Бостон                              | Массачусетс                 | 93 383              |
| 06  | Цинциннаті                          | Огайо                       | 46 338              |
| 07  | Бруклін(зараз Нью-Йорк)             | Нью-Йорк                    | 36 233              |
| 08  | Нортен Лібертіес(зараз Філадельфія) | Пенсільванія                | 34 474              |
| 09  | Олбані                              | Нью-Йорк                    | 33 721              |
| 10  | Чарлстон                            | Південна Кароліна           | 29 261              |
| 11  | Спрінг Гарден (зараз Філадельфія)   | Пенсільванія                | 27 849              |
| 12  | Саутварк(зараз Філадельфія)         | Пенсільванія                | 27 548              |
| 13  | Вашингтон                           | Колумбія(федеральний округ) | 23 364              |
| 14  | Провіденс                           | Род-Айленд                  | 23 171              |
| 15  | Кенсінгтон(зараз Філадельфія)       | Пенсільванія                | 22 314              |
| 16  | Луїсвілл                            | Кентуккі                    | 21 210              |
| 17  | Піттсбург                           | Пенсільванія                | 21 115              |
| 18  | Лоувел                              | Массачусетс                 | 20 796              |
| 19  | Рочестер                            | Нью-Йорк                    | 20 191              |
| 20  | Ричмонд                             | Вірджинія                   | 20 153              |
| 21  | Трой                                | Нью-Йорк                    | 19 334              |
| 22  | Баффало                             | Нью-Йорк                    | 18 213              |
| 23  | Ньюарк                              | Нью-Джерсі                  | 17 290              |
| 24  | Сент-Луїс                           | Міссурі                     | 16 469              |
| 25  | Портленд                            | Мен                         | 15 218              |
| 26  | Сейлем                              | Массачусетс                 | 15 082              |
| 27  | Мояменінг(зараз Філедельфія)        | Пенсільванія                | 14 573              |
| 28  | Нью-Гейвен                          | Коннектикут                 | 12 960              |
| 29  | Ютіка                               | Нью-Йорк                    | 12 782              |
| 30  | Мобіл                               | Алабама                     | 12 672              |
| 31  | Нью-Бедфорд                         | Массачусетс                 | 12 087              |
| 32  | Чарлтон                             | Массачусетс                 | 11 484              |
| 33  | Саванна                             | Джорджія                    | 11 214              |
| 34  | Пітерсберг                          | Вірджинія                   | 11 136              |
| 35  | Спрингфілд                          | Массачусетс                 | 10 985              |
| 36  | Норфолк                             | Вірджинія                   | 10 920              |
| 37  | Аллегейні                           | Пенсільванія                | 10 089              |
| 38  | Гартфорд                            | Коннектикут                 | 9 468               |
| 39  | Лінн                                | Массачусетс                 | 9 367               |
| 40  | Детройт                             | Мічиган                     | 9 102               |
| 41  | Роксбері                            | Массачусетс                 | 9 089               |
| 42  | Нантакет                            | Массачусетс                 | 9 012               |
| 43  | Бангор                              | Мен                         | 8 627               |
| 44  | Александрія                         | Колумбія(федеральний округ) | 8 459               |
| 45  | Ланкастер                           | Пенсільванія                | 8 417               |
| 46  | Редінг                              | Пенсільванія                | 8 410               |
| 47  | Кембридж                            | Массачусетс                 | 8 409               |
| 48  | Вілмінгтон                          | Делавер                     | 8 367               |
| 49  | Ньюпорт                             | Род-Айленд                  | 8 333               |
| 50  | Портсмут                            | Нью-Гемпшир                 | 7 887               |
| 51  | Вілінг                              | Вірджинія                   | 7 885               |
| 52  | Тонтен                              | Массачусетс                 | 7 645               |
| 53  | Патерсон                            | Нью-Джерсі                  | 7 596               |
| 54  | Вустер                              | Массачусетс                 | 7 497               |
| 55  | Дорджтаун(зараз місто Вашингтон)    | Колумбія(федеральний округ) | 7 312               |
| 56  | Ньюберіпорт                         | Массачусетс                 | 7 161               |
| 57  | Лексінгтон                          | Кентуккі                    | 6 997               |
| 58  | Нашвіл                              | Теннессі                    | 6 929               |
| 59  | Скенектаді                          | Нью-Йорк                    | 6 784               |
| 60  | Фолл-Ривер                          | Массачусетс                 | 6 738               |
| 61  | Ворік                               | Род-Айленд                  | 6 726               |
| 62  | Портсмут                            | Вірджинія                   | 6 477               |
| 63  | Довер                               | Нью-Гемпшир                 | 6 458               |
| 64  | Огаста                              | Джорджія                    | 6 403               |
| 65  | Лінчбург                            | Вірджинія                   | 6 395               |
| 66  | Глостер                             | Массачусетс                 | 6 350               |
| 67  | Клівленд                            | Огайо                       | 6 071               |
| 68  | Дейтон                              | Огайо                       | 6 067               |
| 69  | Нашуа                               | Нью-Гемпшир                 | 6 054               |
| 70  | Коламбус                            | Огайо                       | 6 048               |
| 71  | Гарісберг                           | Пенсільванія                | 5 980               |
| 72  | Гадсон                              | Нью-Йорк                    | 5 672               |
| 73  | Оберн                               | Нью-Йорк                    | 5 626               |
| 74  | Марблхед                            | Массачусетс                 | 5 575               |
| 75  | Нью Лондон                          | Коннектикут                 | 5 519               |
| 76  | Вілмінгтон                          | Північна Кароліна           | 5 335               |
| 77  | Огаста                              | Мен                         | 5 314               |
| 78  | Плімут                              | Массачусетс                 | 5 281               |
| 79  | Камберленд                          | Род-Айленд                  | 5 225               |
| 80  | Андовер                             | Массачусетс                 | 5 207               |
| 81  | Фредерік                            | Меріленд                    | 5 182               |
| 82  | Бат                                 | Мен                         | 5 141               |
| 83  | Міддборо                            | Массачусетс                 | 5 085               |
| 84  | Гардінер                            | Мен                         | 5 042               |
| 85  | Данверс                             | Массачусетс                 | 5 020               |
| 86  | Конкорд                             | Нью-Гемпшир                 | 4 897               |
| 87  | Дорчестер                           | Массачусетс                 | 4 875               |
| 88  | Істон                               | Пенсільванія                | 4 865               |
| 89  | Йорк                                | Пенсільванія                | 4 779               |
| 90  | Зейнсвілл                           | Огайо                       | 4 766               |
| 91  | Беверлі                             | Массачусетс                 | 4 689               |
| 92  | Чикаго                              | Іллінойс                    | 4 470               |
| 93  | Карлайл                             | Пенсільванія                | 4 351               |
| 94  | Поттсвілл                           | Пенсільванія                | 4 345               |
| 95  | Колумбія                            | Південна Кароліна           | 4 340               |
| 96  | Гейврілл                            | Массачусетс                 | 4 336               |
| 97  | Барнстейбл                          | Массачусетс                 | 4 301               |
| 98  | Фаєттвілл                           | Північна Кароліна           | 4 285               |
| 99  | Стейбенвілл                         | Огайо                       | 4 247               |
| 100 | Нью Олбані                          | Індіана                     | 4 226               |